# Felicità perduta (film 1938)
Felicità perduta (Dreiklang) è un film del 1938, diretto da Hans Hinrich.

## Produzione
Il film fu prodotto dalla Georg Witt-Film e dalla Universum Film (UFA).

## Distribuzione
L'Universum Film (UFA) distribuì il film in Germania il 24 maggio 1938. Negli Stati Uniti, il film - in versione originale senza sottotitoli - fu distribuito il 22 luglio 1938 dall'Ufa Film Company.